# Luis Caballero Mejías
Luis Caballero Mejías Paz (Caracas, 12 de diciembre de 1903 - Caracas, 12 de octubre de 1959) fue un ingeniero y profesor venezolano, dedicado a la investigación y la docencia en Venezuela a mediados del siglo XX, dejando importantes legados en el campo de la investigación.
Fue también quién dio inicio al uso de la harina de maíz precocida, principal alimento de Venezuela.
Inició sus estudios primarios en el Colegio Francés de Caracas y en 1925 parte hacia Chile, ingresando en la Escuela de Artes y Oficios de Santiago, donde se licencia como Técnico Mecánico en 1929. Posteriormente completaría su formación en Ingeniería Mecánica en los Estados Unidos. Estando en Estados Unidos en 1941, hace una solicitud de registro de patente, la que le concede la oficina de Patentes de Estados Unidos el 19 de mayo de 1942 con el número  2,283,876 por el invento conocido como “Nut Cracking Machine”. Ese mismo año se le otorga en Venezuela con el nombre de “Rompedora de Nueces”, bajo el número 114B 2.
En 1958 fue nombrado responsable de la "Dirección de Educación Artesanal, Industrial y Comercial" (DARINCO) desde donde promovió una reforma educativa del país, fomentando las enseñanzas técnicas a través de la creación de escuelas de oficios, escuelas técnicas de agricultura, escuelas artesanales e institutos de comercio, entre otras.

## Legado
Debido a su trabajo en el campo de la investigación técnica y la enseñanza, el estado Venezolano creó la Universidad Nacional Experimental Politécnica UNEXPO. Tres ciudades se ofrecieron para el establecimiento de esta universidadː Caracas, Ciudad Guayana y Barquisimeto; siendo escogida esta última como sede principal gracias a la campaña realizada por la Sociedad de amigos de Barquisimeto (S.A.B.) con el apoyo del entonces Gobernador del estado Lara y de diversos medios de comunicación.
El 22 de septiembre de 1962 aparece en la Gaceta Oficial de la República de Venezuela # 26958 el decreto # 864 donde se crea el Instituto Politécnico Superior con sede central en Barquisimeto, en su honor el Vicerrectorado Caracas (fundado el 23 de enero de 1974) lleva el nombre de "Luis Caballero Mejías" .

## Harina de maíz precocida
La harina precocida de maíz es el ingrediente fundamental de las arepas, un plato básico de la cocina venezolana. Antiguamente el procedimiento para procesar el maíz hasta hacerlo apto para este uso (maiz pilado) era muy complicado e implicaba una serie de laboriosos pasos para quitar la cáscara y el lumen (la parte germinal) de los granos.
El ingeniero mecánico venezolano Luis Caballero Mejías, inventó en 1954 el procedimiento industrial respectivo para su propia empresa La Arepera, C.A, El día 4 de junio de 1954, la Dirección de Comercio de la propiedad Industrial y Comercial del Ministerio de Fomento de la República de Venezuela, concedió la patente 5176 para procesar la harina de maíz.